# آن ماري مكدونالد
آن ماري مكدونالد (26 أبريل 1963 - ) (بالإنجليزية: Anne-Marie McDonald) هي لاعبة كريكت أيرلندية. شاركت مع منتخب أيرلندا للكريكت.

## وصلات خارجية
- آن ماري مكدونالد على موقع إي آس بي آن كريك إنفو (الإنجليزية)